# Appio-Latino
Appio-Latino è il nono quartiere di Roma, indicato con Q. IX.
Prende il nome dalle vie Appia Antica e Latina.

## Geografia fisica

### Territorio
Si trova nell'area sud-est della città, a ridosso delle Mura aureliane.
Il quartiere confina:
- a nord con il rione R. I Monti[1]
- a est con il quartiere Q. VIII Tuscolano[2]
- a sud-est con il quartiere Q. XXVI Appio-Pignatelli[3]
- a sud-ovest con il quartiere Q. XX Ardeatino[4] e il rione R. XIX Celio[5]

## Storia
Gli albori del territorio Appio-Latino sono da ricercare già prima dell'età romana. La via Latina, infatti, cui si lega il nome del quartiere, costituisce un asse di collegamento con il Latium Vetus e la Campania frequentato in età protostorica e per certo dagli Etruschi. L'Appia Antica, invece, che il poeta Stazio per primo nelle Silvae definisce longarum Regina viarum (sul finire del I secolo d.C.), viene decretata "solo" nel 312 a.C. dal censore che ne commissionò la realizzazione: Appio Claudio Cieco. Provenienti, entrambe, dalla Porta Capena (lato sinistro del Circo Massimo) delle Mura "Serviane", conducevano l'una a Capua (Casilinum), attraversando le valli del Sacco e del Liri, l'altra in prima battuta a Capua, poi, a Brindisi. Segnano l'infrastrutturazione del territorio, in secondo luogo, cinque imponenti acquedotti lungo la dorsale rappresentata da via del Mandrione, costruiti tra il 144 a.C. e il 212 d.C.: l'Aqua Marcia, l'Aqua Tepula e l'Aqua Iulia - raggruppate in un'unica struttura - l'Aqua Claudia e l'Anio Novus - riunite in una seconda teoria d'arcate - nonché l'Aqua Antoniniana, diramazione verso sud-ovest della Marcia.

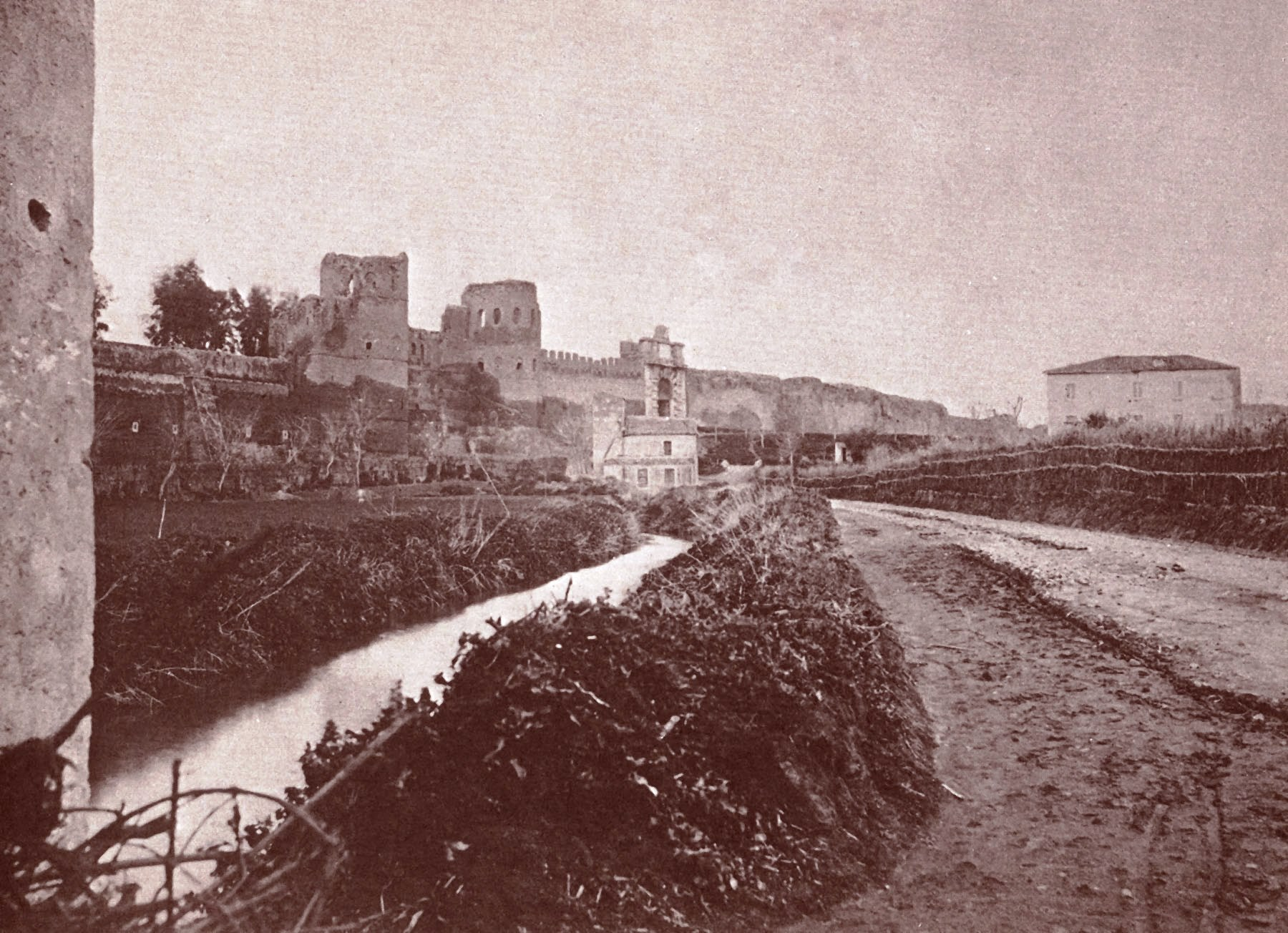
Il fosso delle tre Madonne fuori porta San Giovanni nell'attuale via Sannio in una foto del 1868

Contraddistinguono l'età romana, per cenni, una rete di fastose ville patrizie, cisterne ipogee, canali per l'irrigazione delle aree coltivate, opifici e imponenti strutture difensive, quali le Mura aureliane. Con le guerre greco-gotiche (535-553 d.C.) l'assetto del paesaggio si infrange e, al via vai di trasporti commerciali e militari, così come di contadini intenti a far fruttare le terre cui erano stati assegnati o di facoltosi retori e filosofi a passeggio per i luoghi ameni dei loro possedimenti, si sostituisce l'abbandono.
Benché non se ne conosca con precisione la data di realizzazione, si colloca a posteriori del VI secolo la via Tuscolana, che con ogni probabilità sostituisce la via Latina, in abbandono, nel collegamento con Tuscolo e i Castelli Romani. Grazie al Liber Pontificalis, invece, è noto l'anno di costruzione dell'Acqua Mariana: il 1122. La commissionò papa Callisto II per consentire l'irrigazione dell'Agro Lateranense, ma anche per garantire la vita di tutto quell'ecosistema che dalle sorgenti, Tepula e Iulia (Grottaferrata Squarciarelli), si estendeva fino a Roma.

### Stemma
D'argento alla porta turrita di rosso, al capo di azzurro caricato di un bucranio d'argento coronato d'oro.

## Monumenti e luoghi d'interesse

### Architetture civili

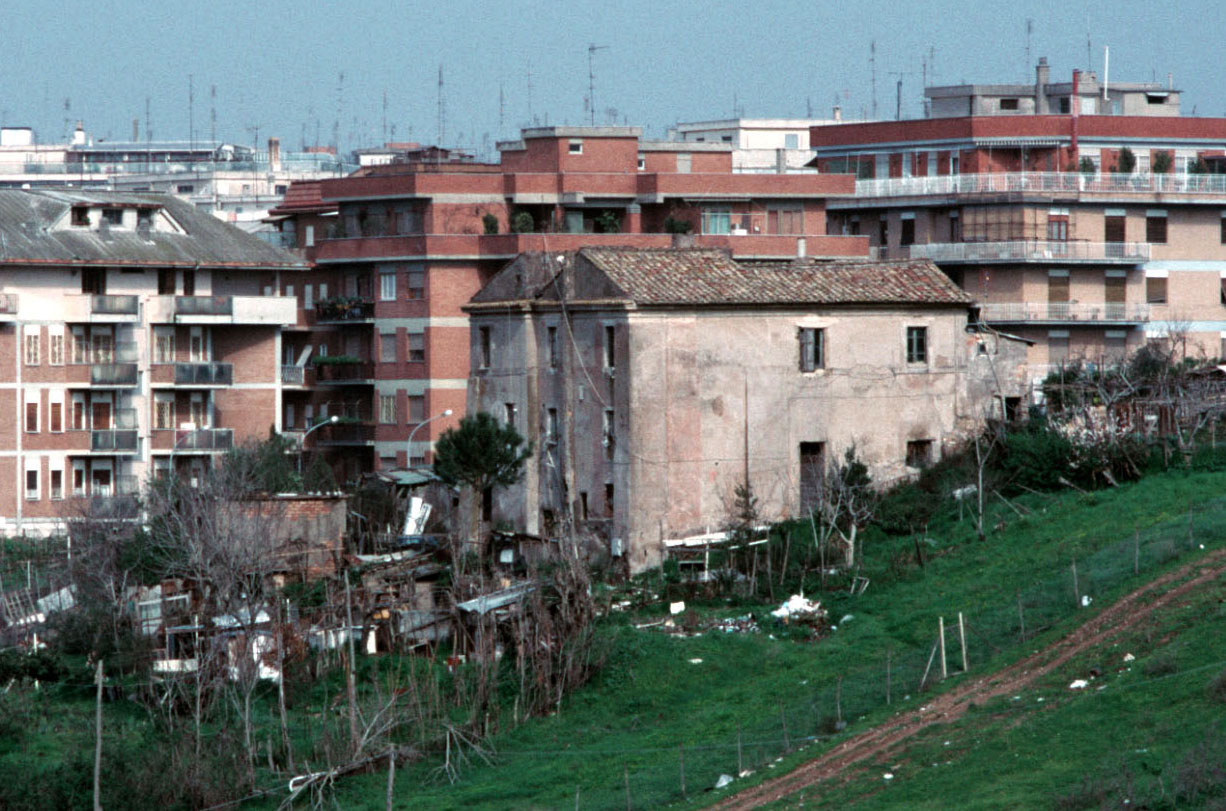
Casale Tarani risalente al 1600 sulla collina prospiciente la Valle della Caffarella, circondato dal quartiere Appio Latino

- Casale a torretta, su via Antonio Coppi. Casale medioevale. 41.869288°N 12.512867°E
- Torre del Casale della Vaccareccia, nel parco della Caffarella. Torre del XIII secolo. 41.863565°N 12.52147°E
- Valca intermedia, presso il Tempio del dio Redicolo, nel parco della Caffarella. Casale del XVI secolo. 41.865334°N 12.51653°E
- Casale della Vaccareccia, nel parco della Caffarella. Casale del XVII secolo. 41.863772°N 12.521265°E
- Villa Casali, su via Appia Antica. Villa del XVII secolo. 41.861775°N 12.510026°E
- Casale di Vigna Cardinali, su via Latina. Casale del XVII secolo. 41.867425°N 12.52413°E
- Casale Cenci presso la Villa di Massenzio, su via Appia Antica. Casale del XVII secolo. 41.85512°N 12.51826°E
- Casale Tarani, su via della Caffarella. Casale del XVII secolo. 41.867165°N 12.521251°E
- Hosteria del Colombario dei Liberti di Augusto, su via Appia Antica. Casale osteria del XVIII secolo (1724). 41.86431°N 12.507316°E

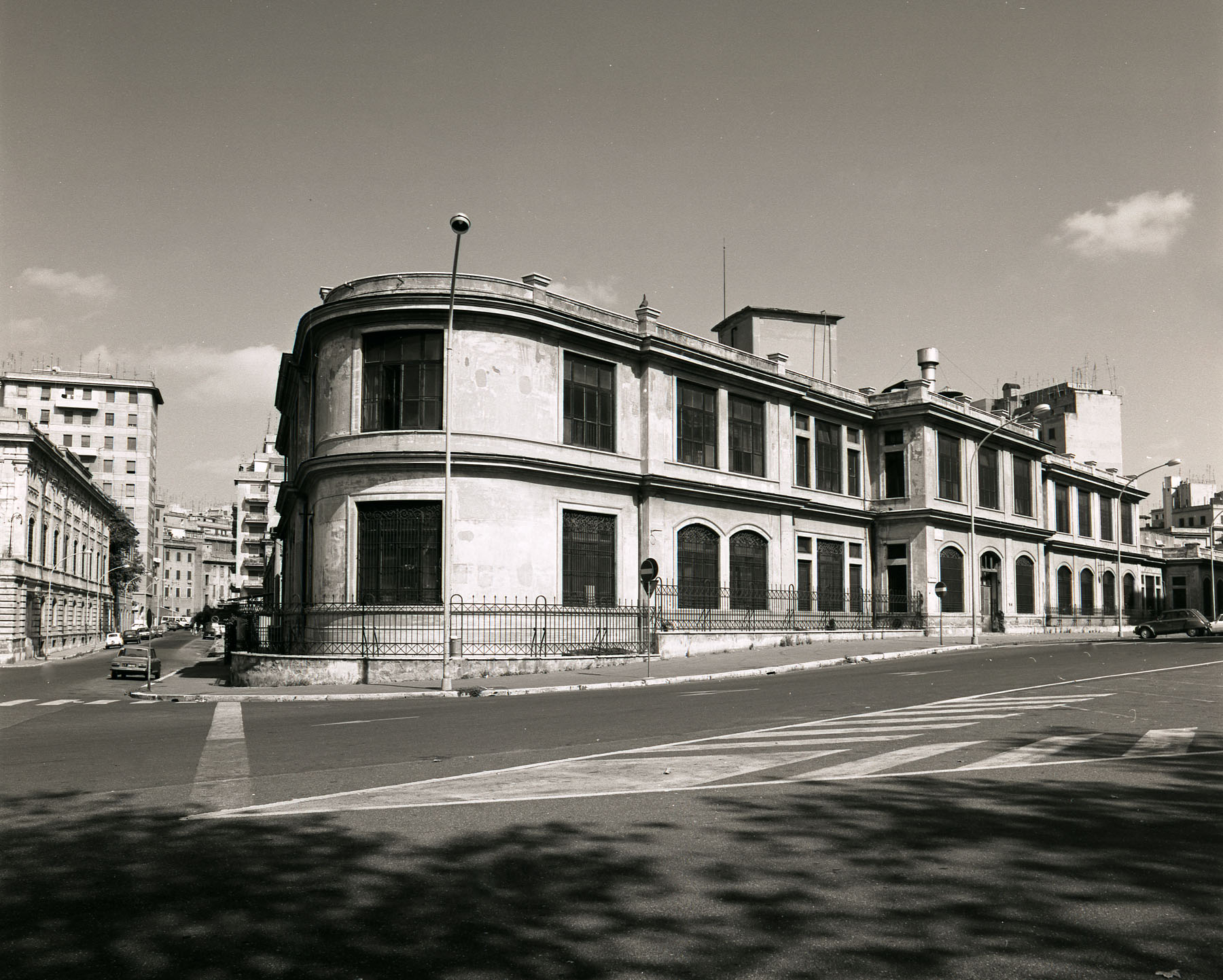
Il Poligrafico dello Stato di via G. Capponi in una foto del 1985

- Villa Lazzaroni, su via Appia Nuova. Villa del XIX secolo.
- Edifici dell'Istituto Autonomo Case Popolari Appio I, su piazza Tuscolo, via Soana, via Astura. Edifici del XX secolo (1923-26).[7] 41.880456°N 12.509007°E

Complesso in stile barocchetto dell'architetto Camillo Palmerini. Presenta una corte interna sistemata a giardino con campi da gioco per bambini e una fontana.
- Case popolari di viale Metronio. Si estendono lungo l'asse di via di Porta Latina, Largo Mesia, via Lusitania, via Vulci, la prima parte di via Vetulonia, via Cameria, piazza Epiro, via Mauritania e via Aquitania. Sono tutte state edificate a partire dal 1895 fino al 1934, per un totale di circa 28 palazzine. Sono in stile barocchetto.
- Edifici dell'Istituto Autonomo Case Popolari Appio III, su via Magna Grecia, via Faleria e via Ardea. Edifici del XX secolo (1925-30).[8]

Complesso in stile barocchetto degli architetti Martini e Angelo Vicario.
- Palazzetto della Telefonica Tirrena, su via Sannio angolo via Corfinio. Edificio del XX secolo (1925-28).

Edificio in stile barocchetto dell'architetto Vittorio Ballio Morpurgo.

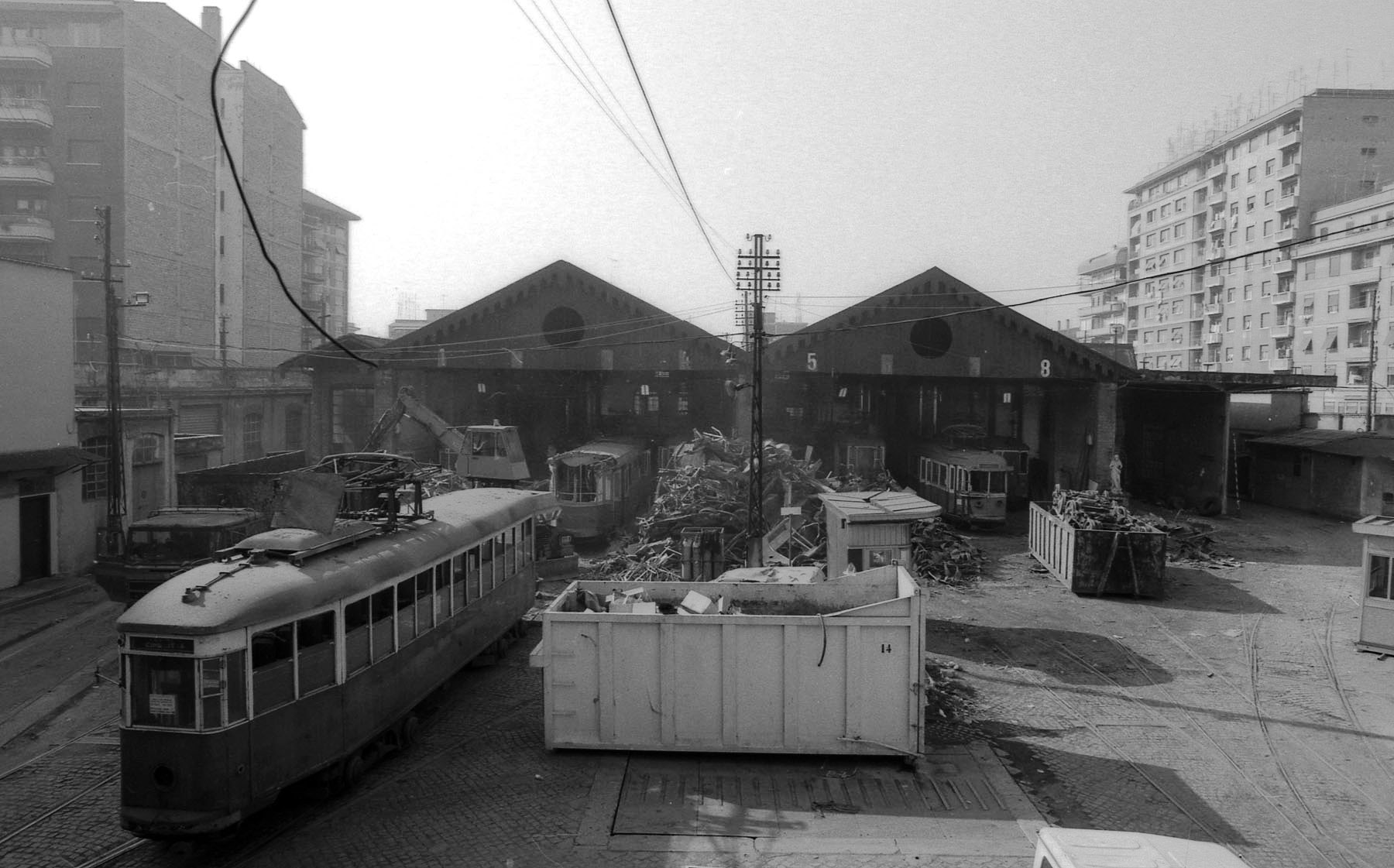
Il deposito STEFER di via Appia Nuova 450 nel 1992 durante la demolizione delle vetture conservate

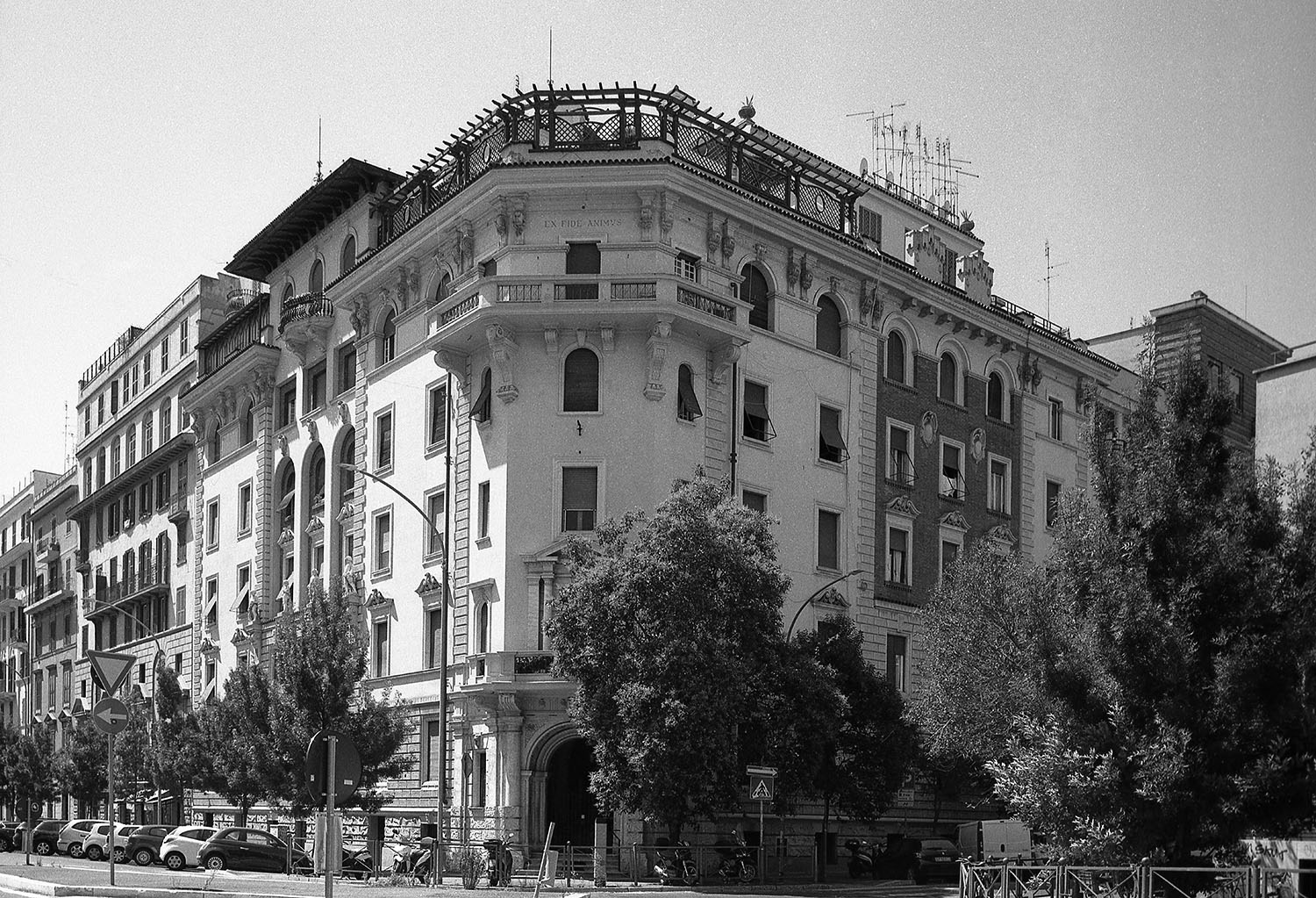
Edificio anni 20 a via Albalonga stile barocchetto romano

- Condominio di Pietro Lombardo, su via Domodossola. Edificio del XX secolo (1930). 41.879551°N 12.51423°E

Edificio in stile razionalista dell'architetto Pietro Lombardo.
- Ex Casa del Fascio, su via Sannio. Edificio del XX secolo (1930-31). 41.882911°N 12.506283°E
- Palazzina in stile barocchetto, su via Antonio Coppi. Edificio del XX secolo (1931). 41.869958°N 12.514428°E
- Villa Alfano, su via Appia Pignatelli. Villa del XX secolo (1940). 41.857231°N 12.51846°E

Progetto dell'architetto Raffaele De Vico.

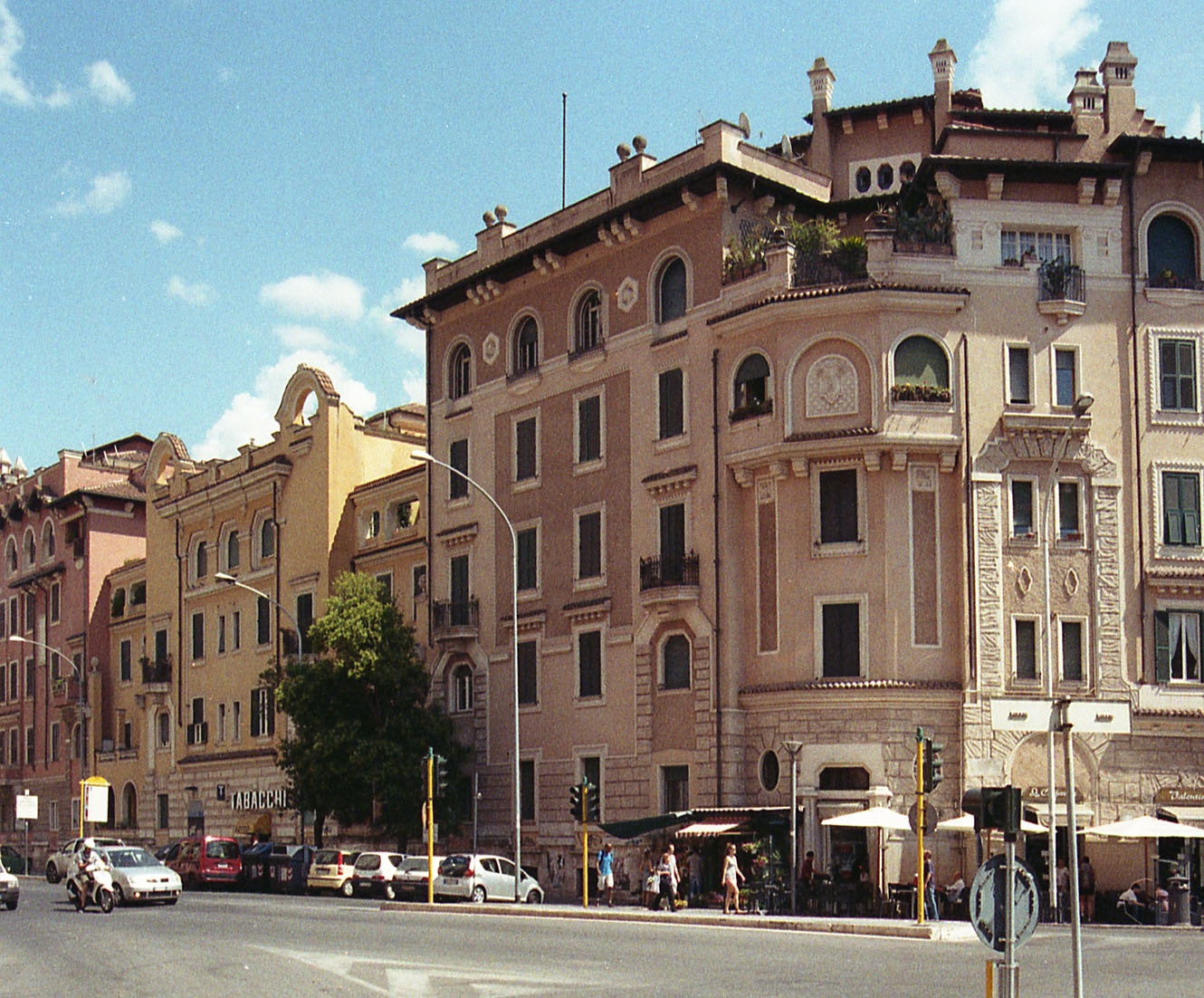
Palazzine a via Soana

- Istituto Poligrafico e Zecca dello Stato, su via Gino Capponi. Edificio del XX secolo.
- Edificio di Angelo Di Castro, su via Magna Grecia. Edificio del XX secolo (1952). 41.88431°N 12.509521°E

Edificio in stile modernista dell'architetto Angelo Di Castro.
- Palazzina Ridolfi, su via Populonia. Edificio del XX secolo (1952-53). 41.876088°N 12.505361°E

Edificio in stile modernista dell'architetto Mario Ridolfi.
- Mercato rionale Metronio, su via Magna Grecia. Edifici del XX secolo (1956-57).

Edificio in stile modernista progettato dall'architetto Florestano Di Fausto e realizzato dall'ingegnere Riccardo Morandi.
- Ex deposito STEFER Appio, su via Appia Nuova 450. 41.873972°N 12.522392°E

Destinato a deposito, rimessaggio e officina dei tram, fu trasformato in centro polifunzionale a partire dagli anni '90. Si sono conservati l'edificio portineria e sovrastante sala comando traffico e quello del personale trasformati con varie destinazioni commerciali.
- Case popolari di piazza Tuscolo, stabili in stile barocchetto romano eretti tra il 1924 e il 1926 su progetto dell'architetto Camillo Palmerini.

### Architetture religiose

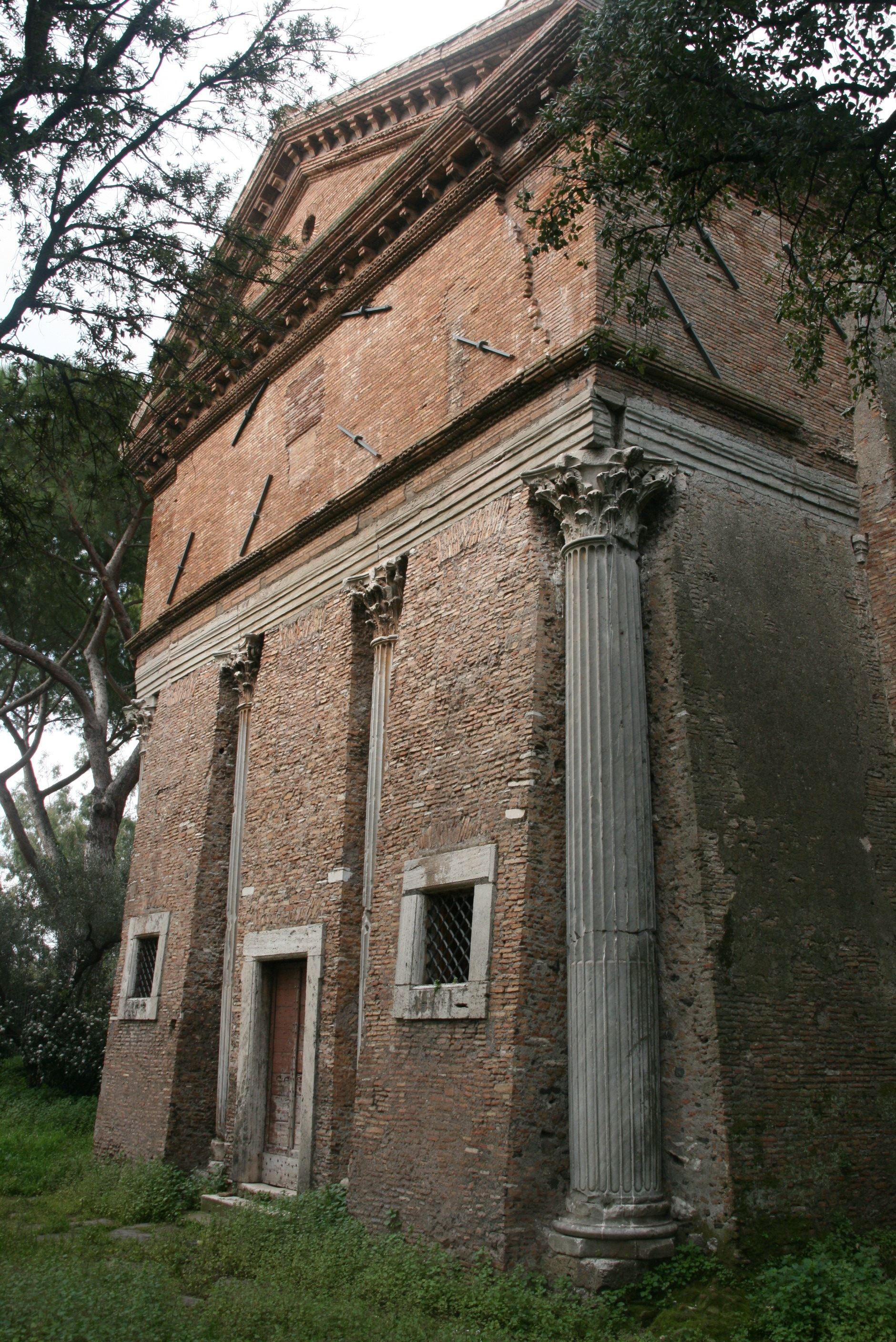
Sant'Urbano alla Caffarella

- Chiesa di Sant'Urbano alla Caffarella, nel parco della Caffarella. Chiesa del VI secolo.
- Cappella di Reginald Pole, su via Appia Antica. Edicola sacra del XVI secolo.
- Chiesa del Domine quo vadis, su via Appia Antica. Chiesa del XVIII secolo.
- Chiesa della Natività di Nostro Signore Gesù Cristo, su via Gallia. Chiesa del XX secolo.
- Chiesa di Ognissanti, su via Appia Nuova. Chiesa del XX secolo.
- Chiesa di Sant'Antonio di Padova alla Circonvallazione Appia, sulla circonvallazione Appia. Chiesa del XX secolo (1938).
- Chiesa di San Giovanni Battista de Rossi, su via Cesare Baronio. Chiesa del XX secolo (1940).
- Chiesa del Preziosissimo Sangue di Nostro Signore Gesù Cristo, in largo Pannonia. Chiesa del XX secolo (1943).
- Chiesa di San Giuda Taddeo ai Cessati Spiriti, su via Amedeo Crivellucci. Chiesa del XX secolo (1960).
- Chiesa del Santissimo Nome di Maria, su via Centuripe. Chiesa del XX secolo (1980).
- Curia Generalizia dei Marianisti, su via Latina. Convento marianista del XX secolo. 41.875043°N 12.504868°E
- Chiesa di Santa Caterina da Siena, su via Populonia. Chiesa del XXI secolo (2010-13).[9] 41.876851°N 12.506375°E

### Architetture scolastiche
- Scuola Giuseppe Garibaldi, su via Mondovì. 41.8778°N 12.515031°E

Edificio in stile barocchetto del 1925, progetto dell'architetto Vincenzo Fasolo.
- Scuola Alessandro Manzoni, già "Mario Guglielmotti", su via Lusitania e via Vetulonia.

Edificio in stile razionalista del 1932, progetto dell'architetto Ignazio Guidi.
- Istituto Margherita di Savoia, su via Cerveteri. 41.881221°N 12.510986°E

Edificio in stile razionalista del 1939.
- Scuola Giovanni Pascoli, su via Sibari. 41.882351°N 12.504018°E

Edificio in stile razionalista del XX secolo.

### Architetture militari
- Caserma Zignani, in via Etruria.

### Siti archeologici
- Tracciato della antica via Latina.
- Villa di via Populonia, su via Populonia. Villa dell'età repubblicana. 41.876964°N 12.506522°E
- Cisterna romana, su via Elea. Cisterna dell'età repubblicana. 41.881868°N 12.503607°E
- Villa romana presso il Casale Tarani, su via Carlo de Bildt. Villa dell'età imperiale. 41.867799°N 12.51855°E
- Cisterna romana presso il Casale Tarani, su via della Caffarella. Cisterna dell'età imperiale. 41.866119°N 12.521006°E
- Villa romana del Casale di Quo Vadis, su via Appia Antica. Villa dell'età imperiale. 41.866179°N 12.505277°E
- Ninfeo di Egeria, nel parco della Caffarella. 41.859336°N 12.52427°E
- Tempio di Cerere e Faustina, nel parco della Caffarella. Tempo del II secolo.
- Fontana a via Cesare Baronio. Cisterna dell'età imperiale. 41.871026°N 12.517908°E

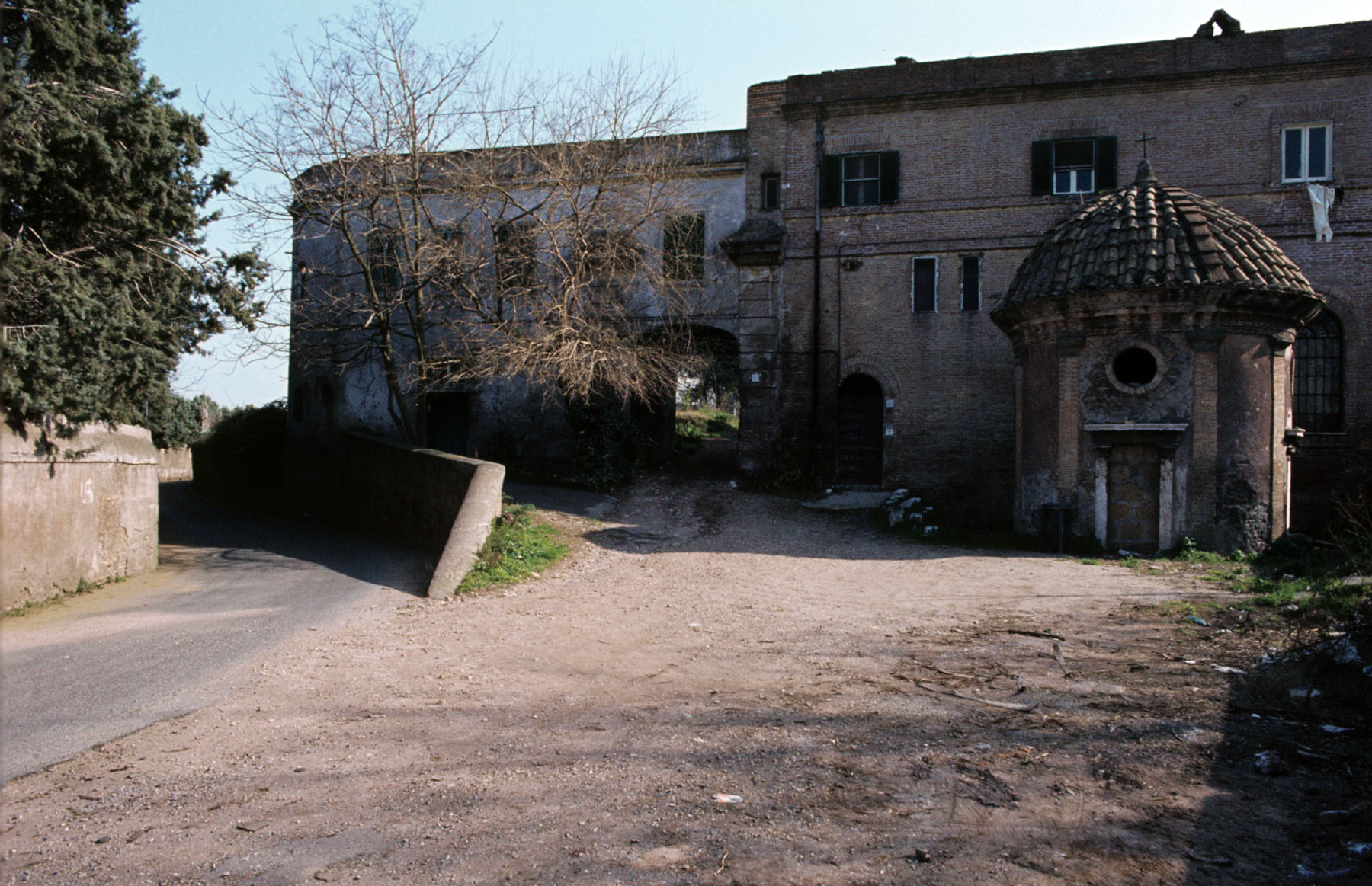
Accanto al bivio con l'Appia Antica, a destra l'edicola del cardinal Reginald Pole a sinistra l'ingresso di via della Caffarella

- Cisterna romana, su via Latina. Cisterna dell'età imperiale. 41.866347°N 12.526481°E
- Castra di Amba Aradam-Ipponio. Castrum del II secolo.

Scoperta nel periodo novembre-dicembre 2015 durante gli scavi per la costruzione della stazione Amba Aradam della Linea C della metropolitana di Roma.
- Torre Valca, nel parco della Caffarella. Torre del XIII secolo. 41.858174°N 12.529246°E
- Castrum Caetani, al III miglio di via Appia Antica. Fortificazione del XIII secolo.

Costruito a ridosso del Mausoleo di Cecilia Metella.

#### Il complesso massenziano
Il complesso massenziano, costruito nel IV secolo dall'imperatore Massenzio su preesistente villa del I secolo a.C., si estende al III miglio della via Appia Antica.
- Villa di Massenzio, palazzo imperiale.
- Circo di Massenzio, circo.
- Mausoleo di Romolo, tomba di Valerio Romolo, figlio di Massenzio. 41.855303°N 12.518552°E
- Sepolcro dei Servilii. 41.854607°N 12.518672°E
- Cisternone della Villa di Massenzio. 41.855985°N 12.526238°E

#### Catacombe e sepolcri
Sull'antica via Appia, II miglio

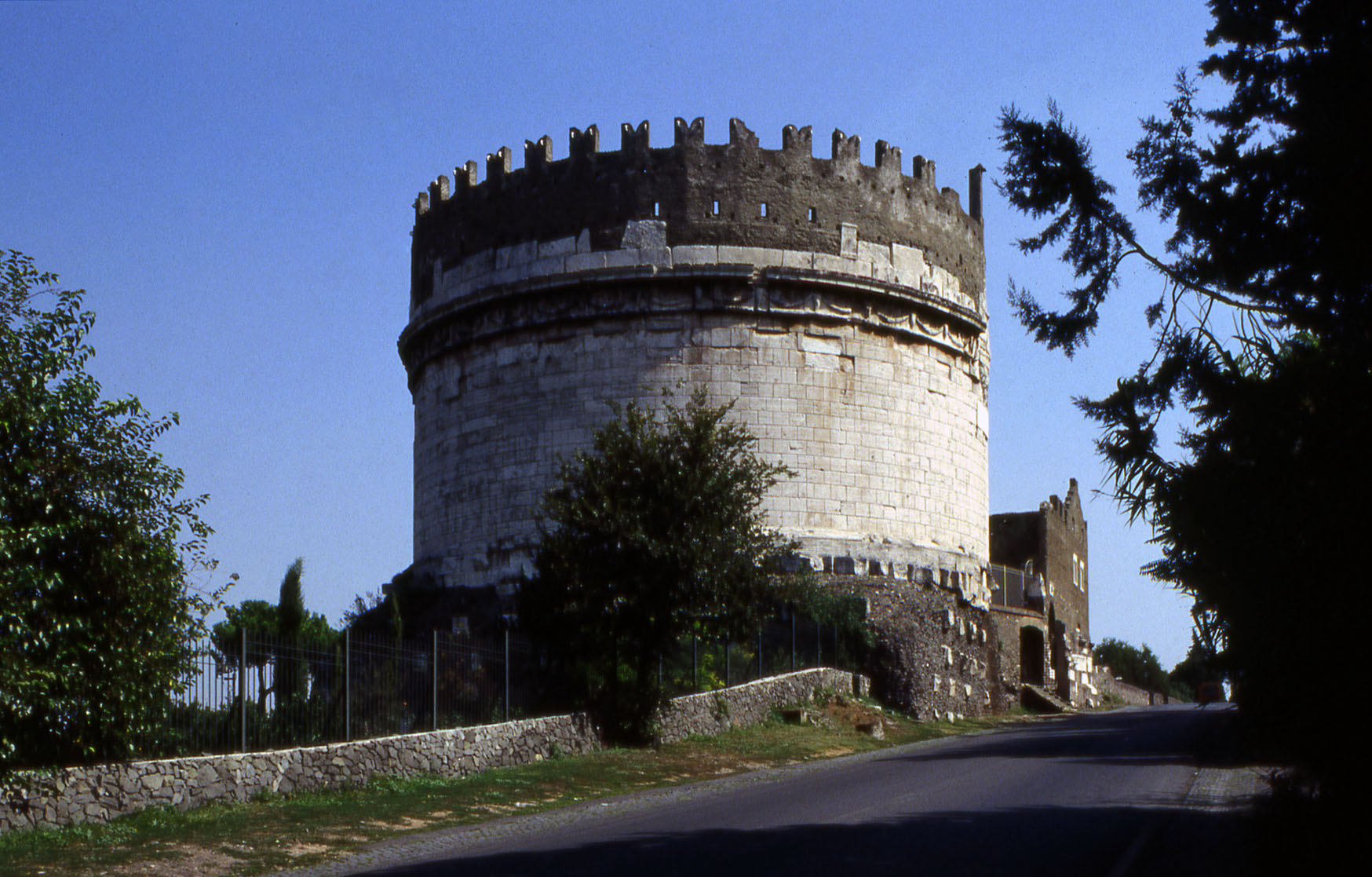
Mausoleo di Cecilia Metella

- Sepolcro di Orazio. Sepolcro dell'età repubblicana. 41.869707°N 12.502544°E
- Sepolcro a dado. Sepolcro dell'età imperiale. 41.864711°N 12.506749°E
- Colombario dei Liberti di Augusto. Sepolcro dell'età imperiale. 41.864163°N 12.5076°E
- Cenotafio di Annia Regilla o Tempio del dio Redicolo (a circa 680 m, su via della Caffarella). Tempio del II secolo.
- Ipogeo di Vibia. Catacomba di diritto privato del IV secolo.

Sull'antica via Appia, III miglio
- Mausoleo di Cecilia Metella. Mausoleo del I secolo a.C.
- Sepolcro presso Villa Cecilia Pia (a circa 100 m dalla via). Sepolcro dell'età imperiale. 41.857535°N 12.516348°E
- Sepolcro dei Calventi e dei Cercenni (a circa 65 m, su via Appia Pignatelli). Sepolcro dell'età imperiale. 41.858643°N 12.514314°E
- Colombario costantiniano (a circa 500 m, su via dell'Almone). Sepolcro del II secolo.
- Catacombe di Vigna Randanini. Catacombe del II secolo.
- Catacombe di Pretestato (a circa 120 m, su via Appia Pignatelli). Catacombe del II-III secolo.

Sull'antica via Latina
- Ipogeo di Vigna del Vecchio. 41.873546°N 12.513162°E
- Sepolcro dei Cessati Spiriti. Sepolcro dell'età imperiale. 41.865419°N 12.528733°E
- Ipogeo di Trebio Giusto, su via Giuseppe Martellini. Catacomba di diritto privato del III secolo.
- Ipogeo di via Dino Compagni, su via Dino Compagni. Catacomba di diritto privato del IV secolo.
- Catacomba di Aproniano. Catacombe del IV secolo.
- Catacomba di Tertullino. Catacombe del IV secolo. 41.87399°N 12.512631°E
- Catacomba dei Santi Gordiano ed Epimaco. Catacombe del IV secolo.
- Torre dell'angelo.[13]

#### Porte nelle Mura aureliane
Nel lungo tratto delle mura aureliane che delimitano il quartiere, si trovano ben 5 porte: porta San Giovanni, porta Asinaria, porta Metronia, porta Latina e porta San Sebastiano.

### Aree naturali
- Parco regionale dell'Appia antica, nel quale è compresa la valle della Caffarella.
- Parco di Villa Lazzaroni, da via Appia Nuova e via Tommaso Fortifiocca. 41.872808°N 12.524582°E

## Cultura

### Scuole
- Scuola elementare Giuseppe Garibaldi, su via Mondovì. 41.8778°N 12.515031°E
- Scuola elementare Alessandro Manzoni, su via Lusitania e via Vetulonia.
- Istituto di Istruzione Superiore Margherita di Savoia, già Scuola Magistrale, su via Cerveteri. 41.881221°N 12.510986°E
- Scuola materna Elvira e Dino Vaselli, su via Antonio Coppi. 41.870074°N 12.514828°E
- Scuola media Giovanni Pascoli, su via Sibari. 41.882351°N 12.504018°E
- Scuola media Carlo Urbani, su via Ceneda. 41.880863°N 12.511348°E
- Istituto comprensivo Teodoro Mommsen, su via Teodoro Mommsen.

L'istituto comprende quattro plessi distribuiti nel territorio dell'Appio-Latino su tre edifici (il quarto si trova nel quartiere Tuscolano):
- Plesso Teodoro Mommsen (scuola secondaria di primo grado), su via Teodoro Mommsen. 41.867573°N 12.526864°E
- Plesso Lewis Carroll (scuola secondaria di primo grado), su via Latina. 41.864863°N 12.529537°E
- Plesso Salvatore Quasimodo (scuola dell'infanzia e scuola primaria), su via Latina. 41.865171°N 12.529083°E

- Istituto Comprensivo "via Latina 303", su via Latina.

L'istituto comprende quattro plessi su tre edifici.
- Plesso Ada Negri (scuola primaria), su via Latina. 41.869771°N 12.521644°E
- Plesso Grazia Deledda (scuola primaria e secondaria di primo grado), su via Tommaso Fortifiocca. 41.870634°N 12.522567°E
- Plesso Villa Lazzaroni (scuola primaria), da via Appia Nuova, interna al parco.

- Istituto professionale per l'Industria e l'Artigianato Duca d'Aosta, su via Macedonia. 41.869581°N 12.512817°E

### Media
- Cinematografo Airone, su via Lidia. Edificio del XX secolo (1953-56). 41.872746°N 12.510029°E

Progetto degli architetti Adalberto Libera, Francesco Canali e Eugenio Montuori. Il soffitto della scala di accesso è stato dipinto da Giuseppe Capogrossi.
Nel 1990 fu trasformato nella discoteca "Stellarium", rimasta attiva fin quando il locale rimase abbandonato a seguito della revoca della licenza, avvenuta nel 1997.
- Cinematografo Maestoso, su via Appia Nuova. Edificio del XX secolo (1954-57). 41.875273°N 12.521961°E

Progetto dell'ingegnere Riccardo Morandi.

### Teatro
- Nuovo Teatro Orione, su via Tortona. 41.879674°N 12.515212°E

## Geografia antropica

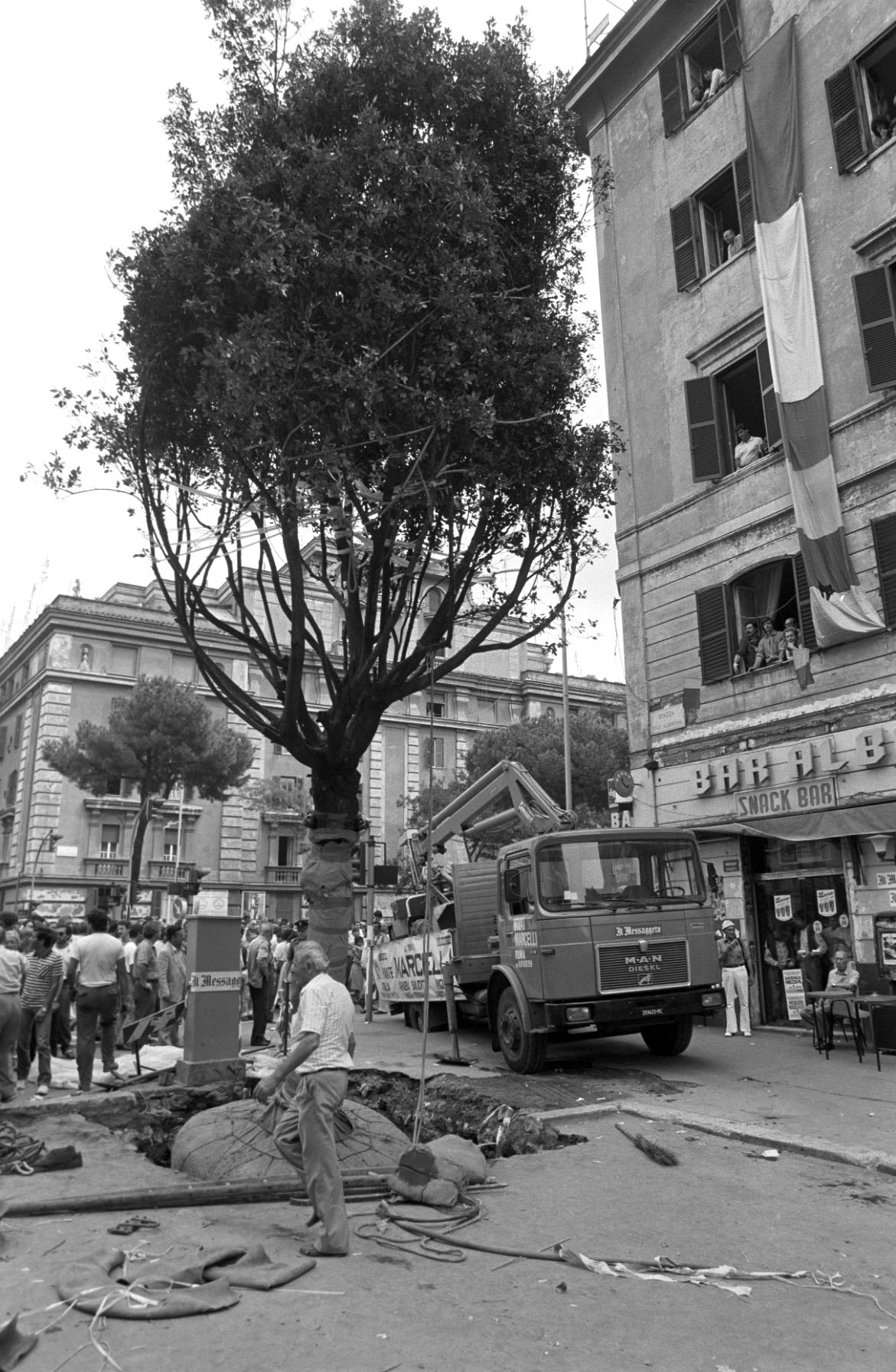
13 settembre 1986: il secondo alberone viene piantato al posto del precedente. Seccatosi, verrà abbattuto nel 2014 e sostituito nello stesso anno da un esemplare che, seccatosi anch'esso, rese necessaria una terza sostituzione, avvenuta nel 2015.

### Urbanistica
Nel territorio di Appio-Latino si estendono le zone urbanistiche 9D Appio, 9E Latino e parte della zona 11X Appia Antica Nord.

### Suddivisioni tradizionali

#### L'Alberone

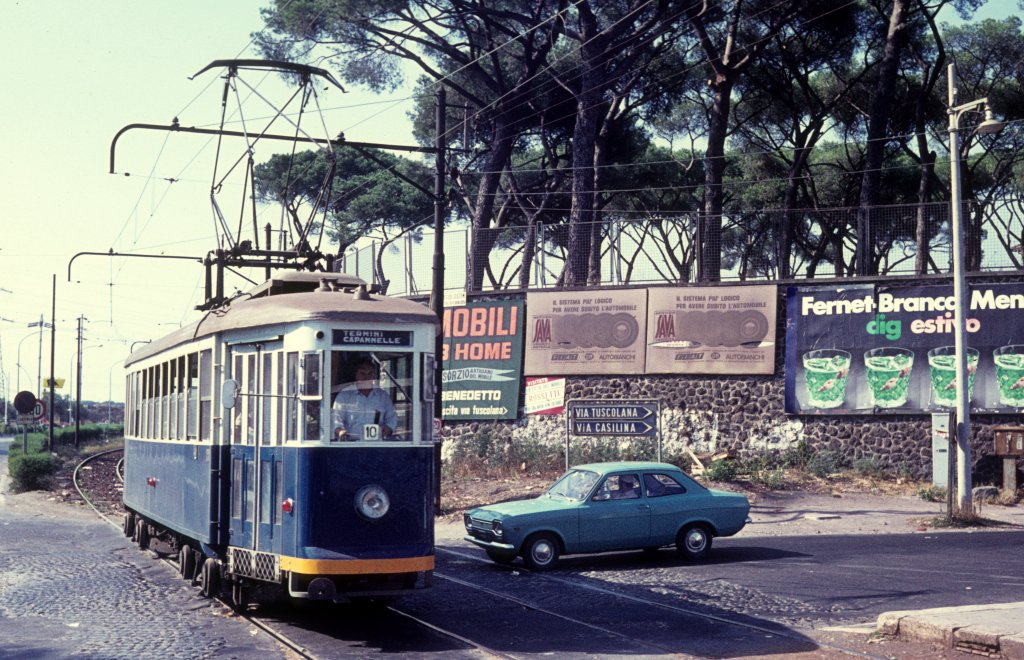
Il tram Termini - Cinecittà - Capannelle, detto "tranvetto azzurro", negli anni settanta

Il quartiere include la zona dell'Alberone, che si sviluppa sul lato destro (sud-ovest) di via Appia Nuova, fra il vallo della ferrovia (ponte Lungo), villa Lazzaroni e via Latina.
Fu uno dei primi quartieri operai della città, sorto tra i primi del Novecento e gli anni quaranta.
Il toponimo deriva da un secolare leccio, detto l'"Alberone" per il suo aspetto davvero monumentale e la sua altezza di più di venti metri; cresceva lungo via Appia Nuova, nei pressi dell'incrocio con via Gino Capponi. L'Alberone identificava la zona anche molto prima della costruzione degli edifici circostanti e da esso prese nome l'abitato circostante e la piazza situata nelle sue adiacenze. La popolare linea del "tranvetto azzurro" lambiva le chiome dell'albero; esso collegava la stazione Termini a Cinecittà e compare in numerosi film.
Il leccio secolare, aggredito da parassiti e perciò sostenuto da un muretto di mattoni, morì nell'inverno 1980-81 e il suo abbattimento avvenne alla presenza degli abitanti del quartiere, che, considerando l'albero un segno di identità della loro zona, vollero presenziare al triste momento.
La sostituzione, ritenuta doverosa anche per il valore simbolico che l'albero aveva sempre avuto, si rivelò assai difficile. Nel 1986 sul luogo fu piantato un leccio centenario ma anche questo esemplare ha avuto una triste sorte: dopo ventotto anni fu danneggiato da un forte temporale il 7 novembre 2014, e fu abbattuto. Il 21 novembre successivo, in occasione della Giornata Nazionale degli Alberi, fu piantato un terzo leccio, alto dieci metri, con un'età di un secolo e mezzo. Forse per scarsa manutenzione, anche questo esemplare si seccò nel giro di pochi mesi, nell'ottobre del 2015, non avendo attecchito al terreno. Essendo ancora in garanzia, il vivaio provvide alla sostituzione, ma il nuovo esemplare fu danneggiato così gravemente durante la piantumazione che il Comune si rivolse a un altro vivaio che, all'inizio di novembre del 2015, curò infine l'impianto del quarto leccio della storia: un esemplare di venti anni, alto sei metri.
Il nuovo esemplare ha il compito di sostituire anche idealmente l'Alberone eponimo che, sin da quando sorsero intorno a esso i primi palazzi, era sentito dagli abitanti come il simbolo comunitario che identificava la zona, differenziandola dalla restante area del quartiere Appio-Latino.

#### Borghetto Latino
La via Latina, a fianco della Valle della Caffarella, ospitava fino a pochi decenni fa la baraccopoli chiamata "Borghetto Latino". Gli abitanti, desiderosi di condizioni abitative più dignitose, nel 1969 occuparono alcuni edifici nella zona dell'Esquilino, di proprietà di una grande società immobiliare. Furono poi protagonisti di un atto che richiamò l'attenzione persino del New York Times: diedero fuoco alle loro vecchie dimore, atto che venne considerato simbolico: la gente di borgata voleva chiudere con il passato e lottare per un migliore futuro.

### Odonimia

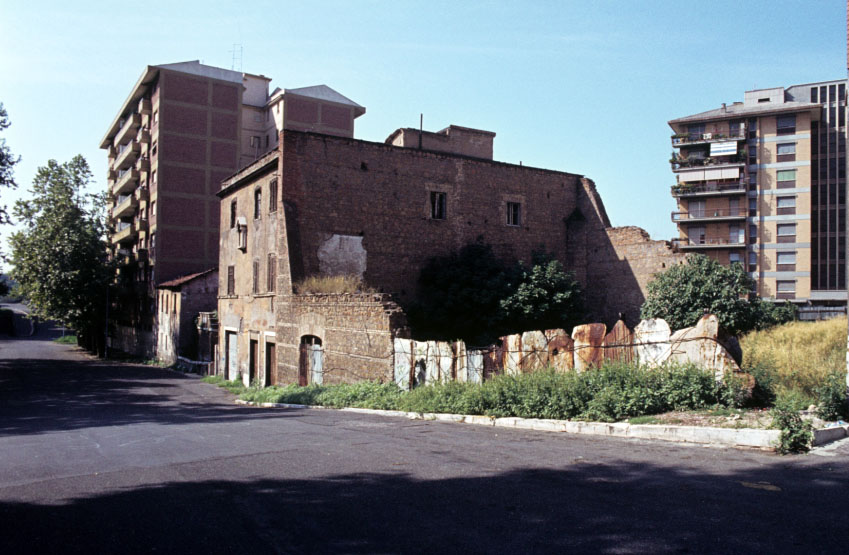
Via dei Cessati Spiriti nel 1983 con l'Osteria e le successive ex fonderie Bruni

L'odonomastica è a tema storico. Con la piazza dedicata ai re di Roma, si trovano nomi di città e regioni dell'Impero romano e dell'antica Grecia e di storici italiani.
Città e regioni dell'Impero romano e della Grecia antica
- Acaia, Alba Longa, Alesia, Anglona, Apulia, Ardea, Bitinia, Britannia
- Cappadocia, Caulonia, Centuripe, Cerveteri, Cilicia, Claterna, Collazia, Cutilia
- Dacia, Elea, Elvia Recina, Epiro, Ercolano, Etruria, Faleria, Farsalo, Fidene, Fregene, Gabi, Galeria, Gallia
- Iberia, Illiria, Imera, Ipponio, Lavinio, Licia, Lidia, Luni, Lusitania
- Macedonia, Magna Grecia, Marruvio, Mauritania, Mesopotamia, Metaponto
- Norico, Numanzia, Numidia, Pannonia, Pandosia, Pompei, Populonia, Roselle
- Sannio, Satrico, Saturnia, Segesta, Sibari, Sinuessa, Siria, Solunto, Stabia, Susa
- Talamone, Tarquinia, Tracia, Tuscolo, Urbisaglia, Veio, Vescia, Vetulonia, Zama

Città italiane
Strade dedicate a città italiane moderne di media grandezza (la tipologia è più comune nel vicino quartiere Tuscolano):
- Acqui, Albenga, Ceneda, Cividale del Friuli, Domodossola, Ivrea, Mondovì, Olbia, Pomezia, Tortona

Storici

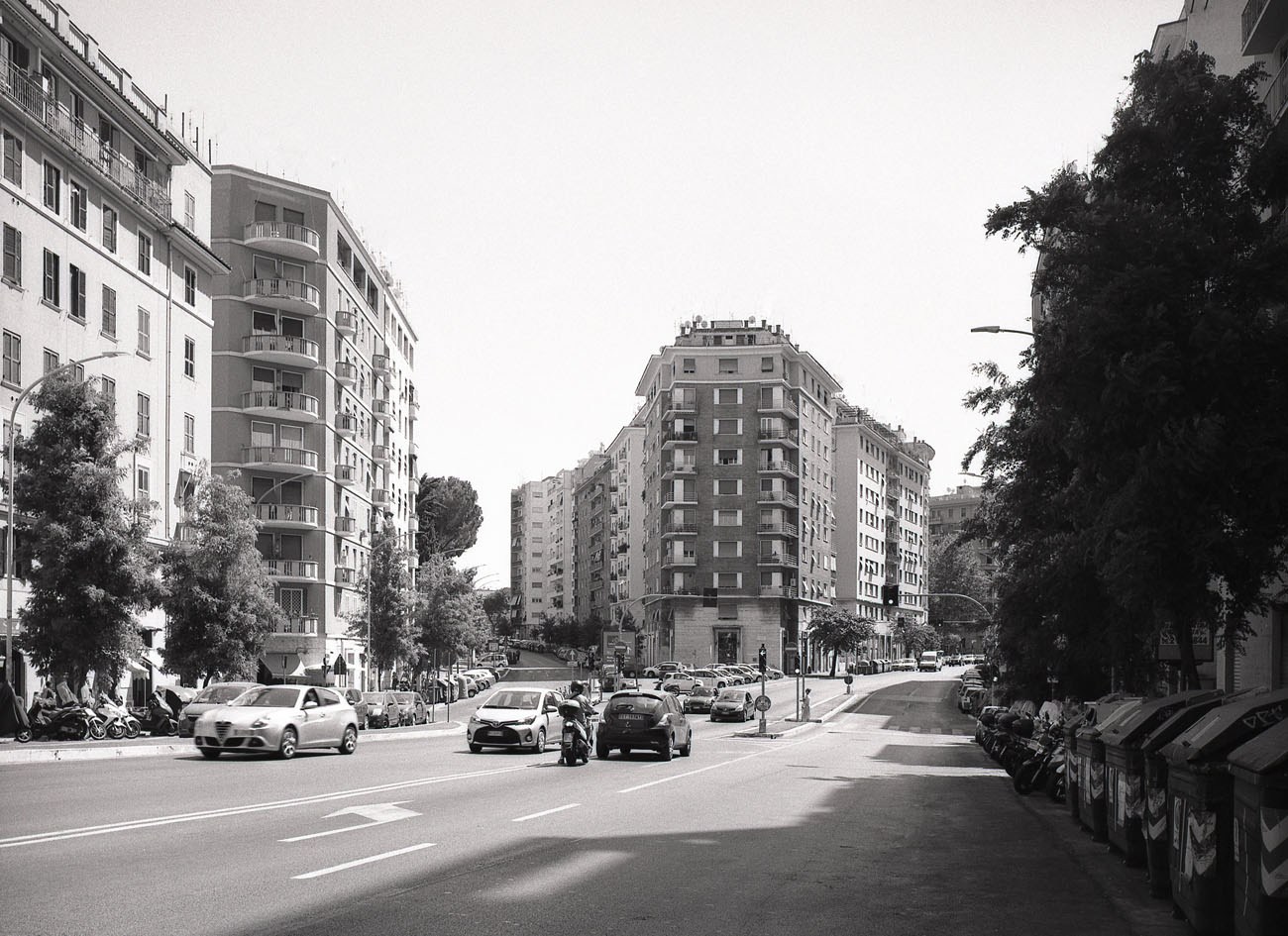
Via Britannia set di una delle scene finali del film I soliti ignoti

- Michele Amari, Scipione Ammirato, Alfredo Baccarini, Cesare Baronio, Franco Bartoloni, Giovanni Botero
- Cesare Cantù, Gino Capponi, Luigi Cibrario, Carlo Cipolla, Pietro Colletta, Antonio Coppi, Giulio Cesare Cordara, Cesare Correnti, Amedeo Crivellucci
- Arrigo Davila, Tommaso da Celano, Carlo de Bildt, Antonio degli Effetti, Raffaele de Cesare, Giuseppe De Leva, Gaetano De Sanctis, Carlo Denina, Paolo Diacono
- Pietro Fedele, Vittorio Fiorini, Tommaso Fortifiocca, Paolo Giovio, Ferdinando Gregorovius
- Stefano Infessura, Tommaso Inghirami, Giuseppe La Farina, Francesco Lemmi, Alessandro Luzio
- Giuseppe Manno, Luigi Gaetano Marini, Mario Menghini, Teodoro Mommsen, Gennaro Mondaini, Jacopo Nardi, Nicola Nisco, Adolfo Omodeo
- Lazzaro Papi, Paolo Paruta, Ludovico Pastor, Bartolomeo Platina, Camillo Porzio, Camillo Re
- Michelangelo Schipa, Carlo Sigonio, Giuseppe Spada, Famiano Strada
- Pietro Tacchi Venturi, Pasquale Tola, Luigi Tosti, Ferdinando Ughelli, Francesco Valesio, Benedetto Varchi, Giovanni Villani

Altri personaggi
- Don Orione, presbitero.

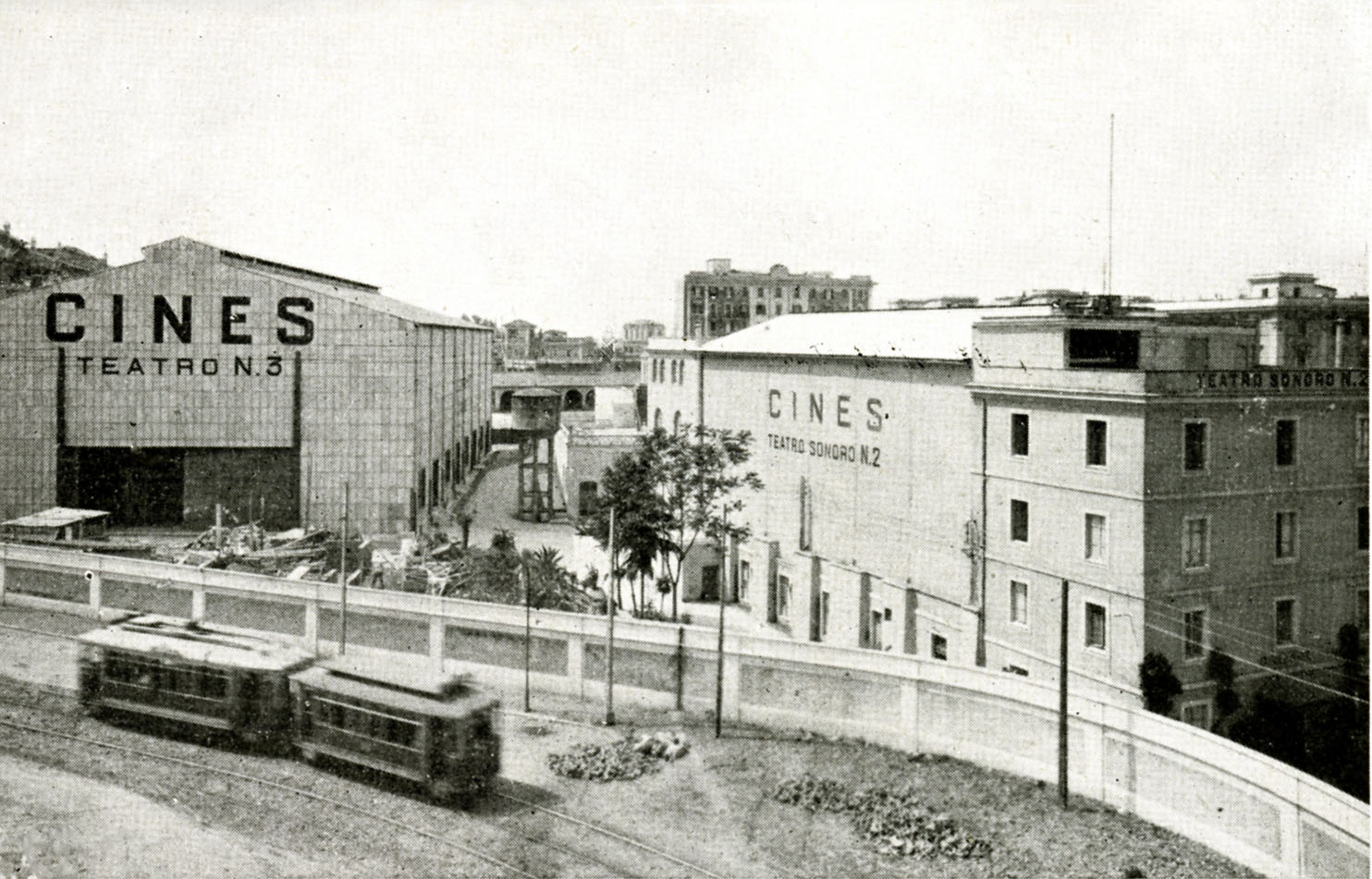
Via Magna Grecia a fronte studi cinematografici CINES nel 1931 distrutti da un incendio nel 1935

- Camillo Finocchiaro Aprile e Giuseppe Mantellini, giureconsulti.
- Gaspare Finali e Marco Tabarrini, patrioti.
- Cessati Spiriti, dai malandrini e persone di malaffare che infestavano la zona.

Toponimi locali
- Caffarelletta, dalla tenuta omonima.
- Metronio, dalla antica porta Metronia.
- Mura Latine, dalle mura aureliane.
- Ponte Lungo, dalla lunghezza del vicino ponte sulla ferrovia.

## Sport

### Calcio
- Polisportiva De Rossi (colori sociali Rosso Blu) che, nel campionato 2019-20, milita nel campionato maschile di Promozione.[26]
- Almas Roma (colori sociali Bianco Verde) che, nel campionato 2019-20, milita nel campionato maschile di Promozione.[27]

### Impianti sportivi
Nel quartiere è presente la sede e il campo della storica società di calcio Romulea, fondata nel 1921.

## Motto
Il motto del quartiere è la citazione latina Nec recisus recedit ("nemmeno ferito retrocede"). Questa frase venne adottata, nella forma Nec recisa recedit, dal poeta Gabriele D'Annunzio e dedicata alla Guardia di Finanza per il valore dimostrato durante l'Impresa di Fiume.